# Psittaciformes
Gli psittaciformi (Psittaciformes Wagler, 1830) sono un ordine di uccelli neorniti comprendente numerose specie di animali noti col nome comune di pappagalli.
Con quattro famiglie l'ordine è ben diffuso e rappresentato nelle aree tropicali e subtropicali della maggior parte del Pianeta: in particolare, picchi di biodiversità vengono raggiunti in America Meridionale ed Australia. Alcune specie sono native delle aree temperate dell'emisfero australe (come la Terra del Fuoco o la Nuova Zelanda), ed il parrocchetto della Carolina come intuibile dal nome era diffuso prima dell'estinzione negli Stati Uniti centro-orientali: altre specie (come il parrocchetto dal collare ed il parrocchetto monaco) sono stati introdotti intenzionalmente o accidentalmente in zone mediterranee (fra cui anche l'Italia) e vi hanno impiantato popolazioni stabili.
Nel proprio areale, difficilmente i pappagalli sono al 100% sedentari o migratori: generalmente essi tendono a spostarsi stagionalmente secondo percorsi irregolari e ancora poco studiati, in quanto questi animali si dimostrano molto timidi e grazie al forte becco riescono a liberarsi di qualsiasi anello o supporto gli venga messo per tracciarne gli spostamenti. Si tratta di uccelli dalle dimensioni molto varie nell'ambito dell'ordine: in generale, gli strigopidi ed i cacatuidi hanno sempre dimensioni piuttosto grandi (col cacapò che raggiunge i 4 kg di peso, il che lo rende il pappagallo più pesante vivente), mentre gli psittacidi mostrano un range di dimensioni estremamente variabile, che va dai 10 cm scarsi del pappagallo pigmeo al metro di lunghezza dell'ara giacinto.

## Etimologia
L'etimologia del termine pappagallo è incerta; Battisti e Alessio lo fanno derivare dall'italiano settentrionale papagà, a sua volta dal provenzale papagai (origine anche del francese antico papegai, dell'antico tedesco papegân, tedesco moderno Papagei, medio inglese papegai, inglese moderno popinjay); la parola provenzale sarebbe derivata dal greco bizantino παπαγᾶς papagâs, a sua volta dall'arabo babbaġā (forse da avvicinare al latino gaius o gallus); Devoto propone un incrocio di papagâs e dell'italiano gallo; Pianigiani propone una derivazione dal turco papagan, da confrontare con babbaġā, col persiano bapgâ e il malese bayan, di origine onomatopeica, con una terminazione influenzata paretimologicamente da gallus; alternativamente dal francese antico pape "papa" e gay (francese moderno geai) "gazza" o "gallo", da cui deriverebbe la forma inglese medievale papingay, per via della somiglianza del variopinto piumaggio con i paramenti liturgici.

## Descrizione
Caratteristica comune a tutti gli appartenenti a quest'ordine è il becco robusto e fortemente adunco che prende il nome di ranfoteca con i due rami, superiore ed inferiore entrambi mobili, che si ripiegano l’uno verso l’altro.  Se il becco riesce a sprigionare pressioni molto alte utili per aprire i semi e per arrampicarsi sugli alberi, grazie all'alta densità di sensori tattili presenti nella sua parte interna è in grado di consentire all'animale di manipolare oggetti con precisione e delicatezza. In generale possiedono una lingua carnosa che usano per aiutarsi a sgusciare i semi e come organo tattile.
La testa è sempre di grosse dimensioni (anche per sostenere la robusta muscolatura legata al becco), gli occhi sono posizionati in alto e lateralmente sul cranio, dando all'animale un campo visivo che si estende per quasi 360° ed è anche parzialmente binoculare. Le zampe corte e forti con zigodattilia e robusti artigli atti ad arrampicarsi ed afferrare vengono utilizzate dall'animale assieme alla robusta lingua per afferrare e manipolare il cibo, con tanto di preferenza per l'una o l'altra zampa che rende i singoli individui mancini o destrorsi.
Altre caratteristiche tipiche di tutti i pappagalli sono i colori sgargianti: generalmente il colore dominante è il verde, ma la maggior parte delle specie possiede regioni più o meno vaste del corpo (principalmente la testa od il petto) di vari colori, come rosso, arancio o blu, ed iridescenze varie. Non mancano specie di colore grigio, nero o bruno. I cacatua si distinguono dagli altri pappagalli per i colori generalmente più dimessi, in quanto durante il proprio processo evolutivo essi hanno perso il colore blu e verde del piumaggio (dovuto a un particolare arrangiamento delle penne) in favore di tinte più tenui come il bianco, il rosato o il giallo: tuttavia, la perdita della psittacofulvina dal piumaggio li rende meno resistenti al Bacillus licheniformis, batterio che degrada il piumaggio. Nei Cacatuidi è però presente una cresta erettile di penne cefaliche che è una prerogativa di questa famiglia, sebbene altre specie (come i lorichetti dei generi Vini e Phigys ed il pappagallo dal ventaglio) siano in grado di rizzare le penne della testa.

## Biologia

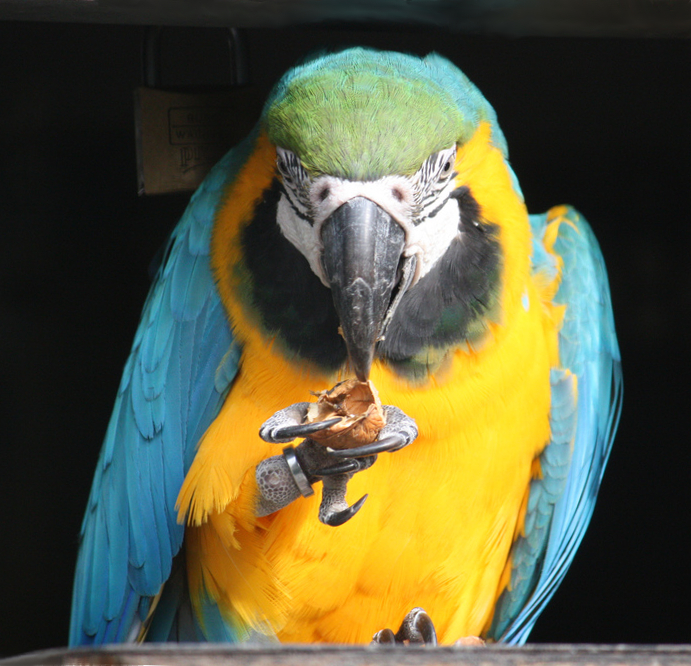
Un'ara ararauna si aiuta con una zampa per maneggiare un seme.

Tutti gli appartenenti all'ordine sono principalmente granivori, comportandosi più da "predatori" di semi che da dispersori di essi in quanto si nutrono del seme in sé, e non dei frutti che lo contengono. Alcuni integrano la dieta con proteine d’origine animale (prevalentemente insetti).

Alcune specie (come il chea) possono nutrirsi anche di carogne o di piccoli animali, mentre i lorichetti sono specializzati in una dieta a base di nettare e polline, per perseguire la quale possiedono una particolare lingua a spazzola ed alcuni adattamenti al tratto digerente.

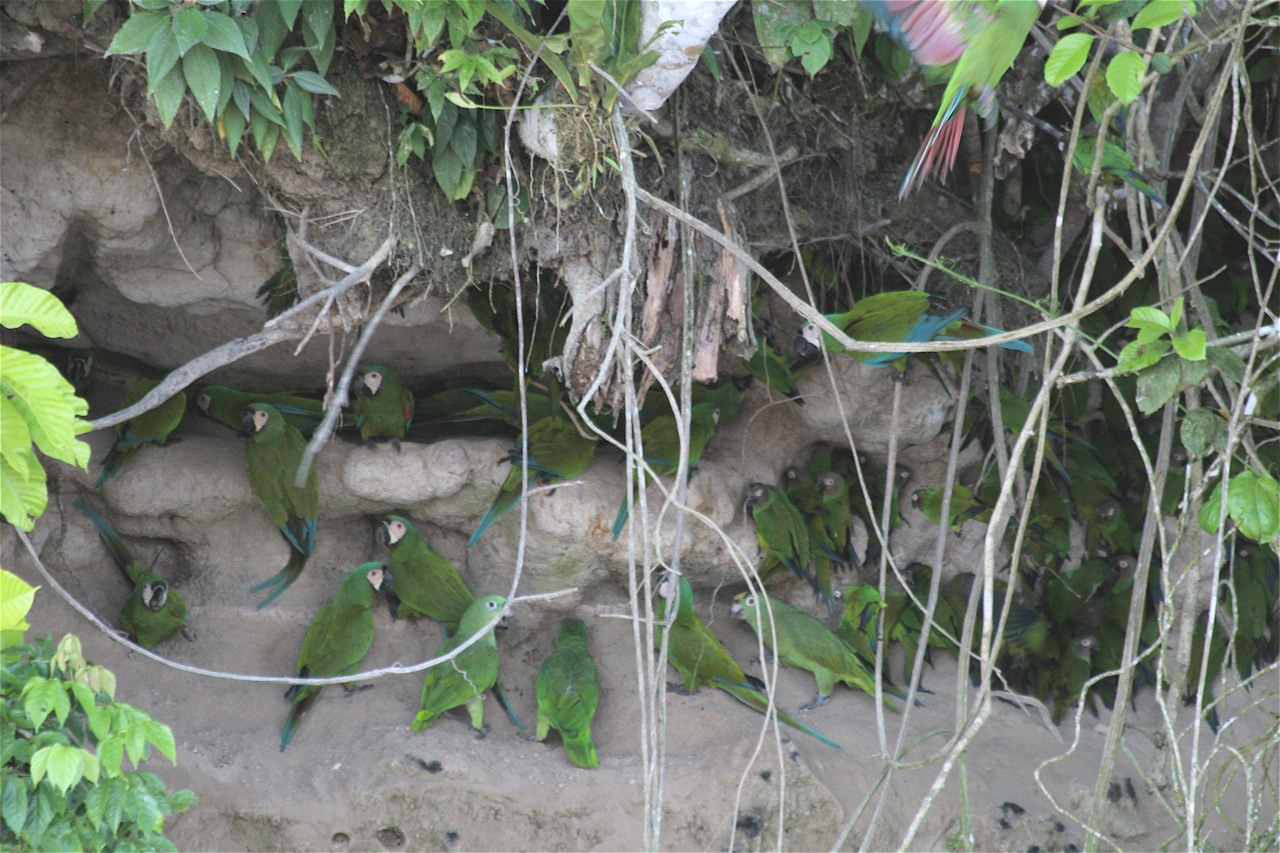
Varie specie di pappagallo (Ara severa, Amazona ochrocephala, Aratinga weddellii) riunitesi per ingerire argilla da una parete.

Per aprire gli involucri dei semi i pappagalli si servono del forte becco, utilizzando la lingua e la mandibola (e in caso di semi particolarmente voluminosi anche di una zampa) per ruotare il seme e rimuovere la pula. Molte specie sono inoltre solite ingerire argilla per assumere minerali che scarseggiano nella dieta e neutralizzare le sostanze velenose che molti semi rilasciano.

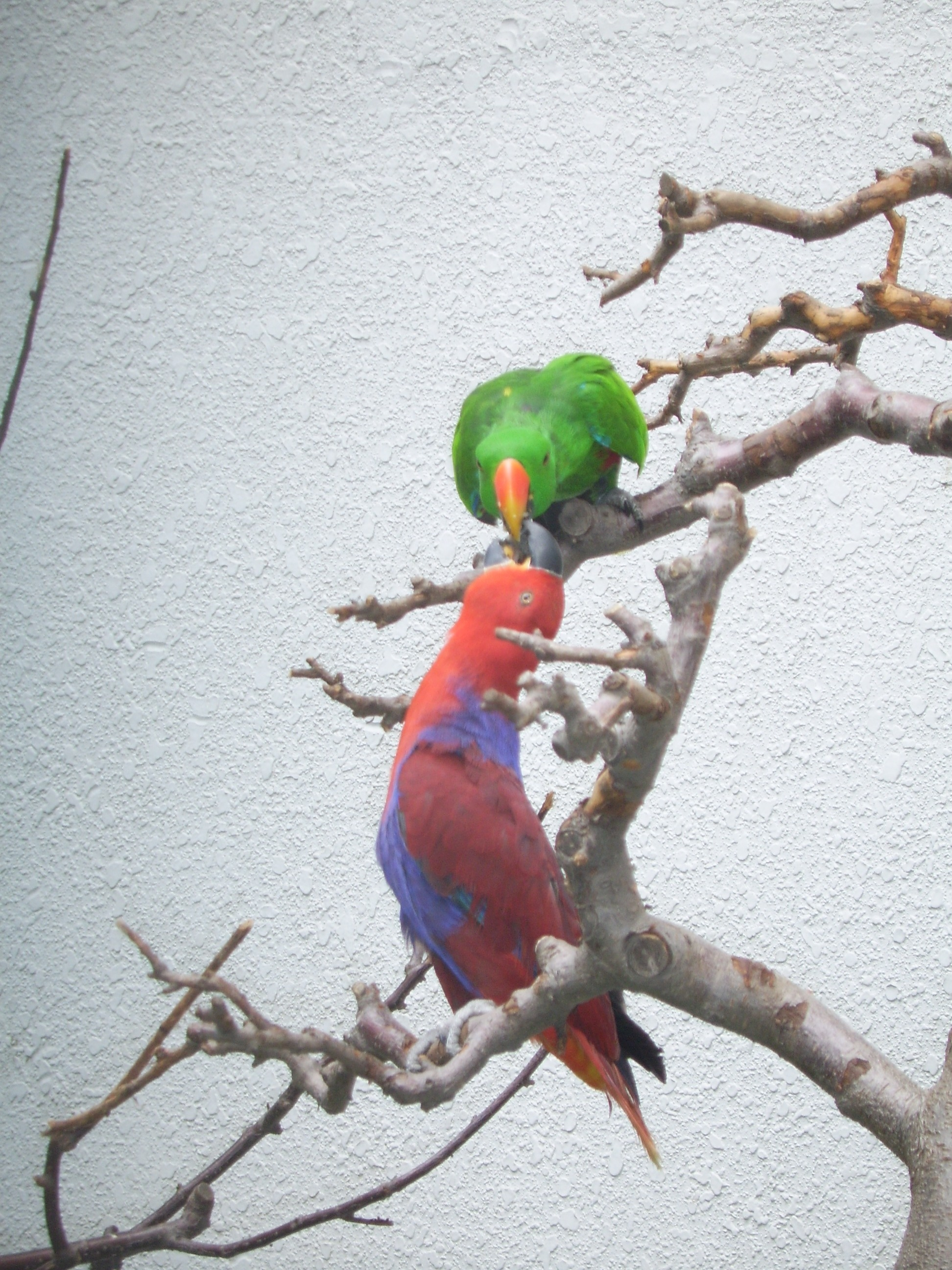
Coppia di ecletti: mentre nei pappagalli il dimorfismo sessuale è solitamente assente, questa specie mostra addirittura dicromatismo sessuale. Il maschio è l'esemplare verde.

I pappagalli sono caratterizzati da livree molto colorate che rivestono una grande importanza nelle relazioni sociali. I colori del piumaggio servono per il riconoscimento tra gli individui della stessa specie e sono un indicatore del benessere di un esemplare. Alla colorazione accesa del piumaggio che mostrano quasi tutti i pappagalli, non corrisponde però un marcato dimorfismo sessuale (con alcune eccezioni, fra cui il sorprendente ecletto), dato che la stragrande maggioranza di questi uccelli ha abitudini rigidamente monogame, coi due partner che passano insieme l'intera vita. Alla base della vita sociale dei pappagalli c’è la coppia ma ogni coppia tende a formare piccoli gruppi di individui. I gruppi a volte si ingrandiscono anche notevolmente per andare alla ricerca di cibo, per riposare sulle cime degli alberi e, a volte, per nidificare, conducendo spesso vita coloniale. Questo fa sì che, per un individuo, da un lato sia più difficile essere predato (effetto diluizione) e dall’altro gli risulti più facile l’individuazione del cibo e dei siti per il riposo. 

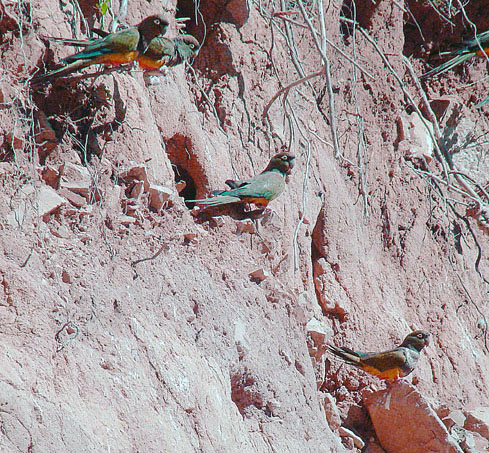
Un gruppo di parrocchetti delle tane fuori dai propri nidi in una parete argillosa in Cile.

Il nido è nella maggior parte dei casi ricavato da una cavità scavata in un tronco, fra le rocce o nel terreno. Quest'ultimo caso è più comune fra le specie del Sudamerica meridionale: solo il parrocchetto monaco e cinque specie di inseparabile costruiscono un nido di sterpi fra gli alberi, e tre specie di parrocchetti terragnoli nidificano al suolo. I cacatua, tuttavia, sono soliti foderare i nidi con ramoscelli, corteccia e materiale vegetale. Per le specie di grandi dimensioni, può risultare problematico trovare cavità naturali abbastanza grandi da poter ospitare senza problemi l'adulto e la nidiata, ed è presente una forte competizione sia interspecifica che intraspecifica (anche con altre specie di uccelli) per accaparrarsi i pochi posti disponibili.
Alcune specie nidificano in colonie che possono contare fino a 70000 coppie: la colonialità non è tuttavia molto diffusa fra i pappagalli, poiché le coppie tendono ad utilizzare cavità preesistenti per la nidificazione, piuttosto che scavarne di nuove. La cova è appannaggio della femmina in quasi tutte le specie, ad eccezione dei cacatua, del lorichetto blu e del pappagallo acrobata vernale, dove ambedue i sessi collaborano all'incubazione delle uova, che sono sempre di colore bianco: il periodo di cova può durare fra le due settimane ed i 35 giorni a seconda della specie (con rapporto di proporzionalità diretta fra la taglia ed il tempo d'incubazione), durante i quali la madre si separa assai raramente dalle uova, venendo nutrita dal maschio. I piccoli sono inermi e nudi o ricoperti da un rado piumino, e vengono nutriti da ambedue i genitori per molti mesi sebbene siano in grado di uscire dal nido dopo un periodo che varia fra le tre settimane ed i quattro mesi dalla schiusa. Tutti i pappagalli sono perciò marcatamente K-strateghi, con una sola covata l'anno (a volte una ogni 2-3 anni) ed un piccolo numero di nidiacei che vengono accuditi per molto tempo.

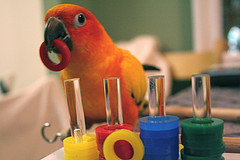
Parrocchetto del sole alle prese con un problema da risolvere: i pappagalli dimostrano una spiccata intelligenza.

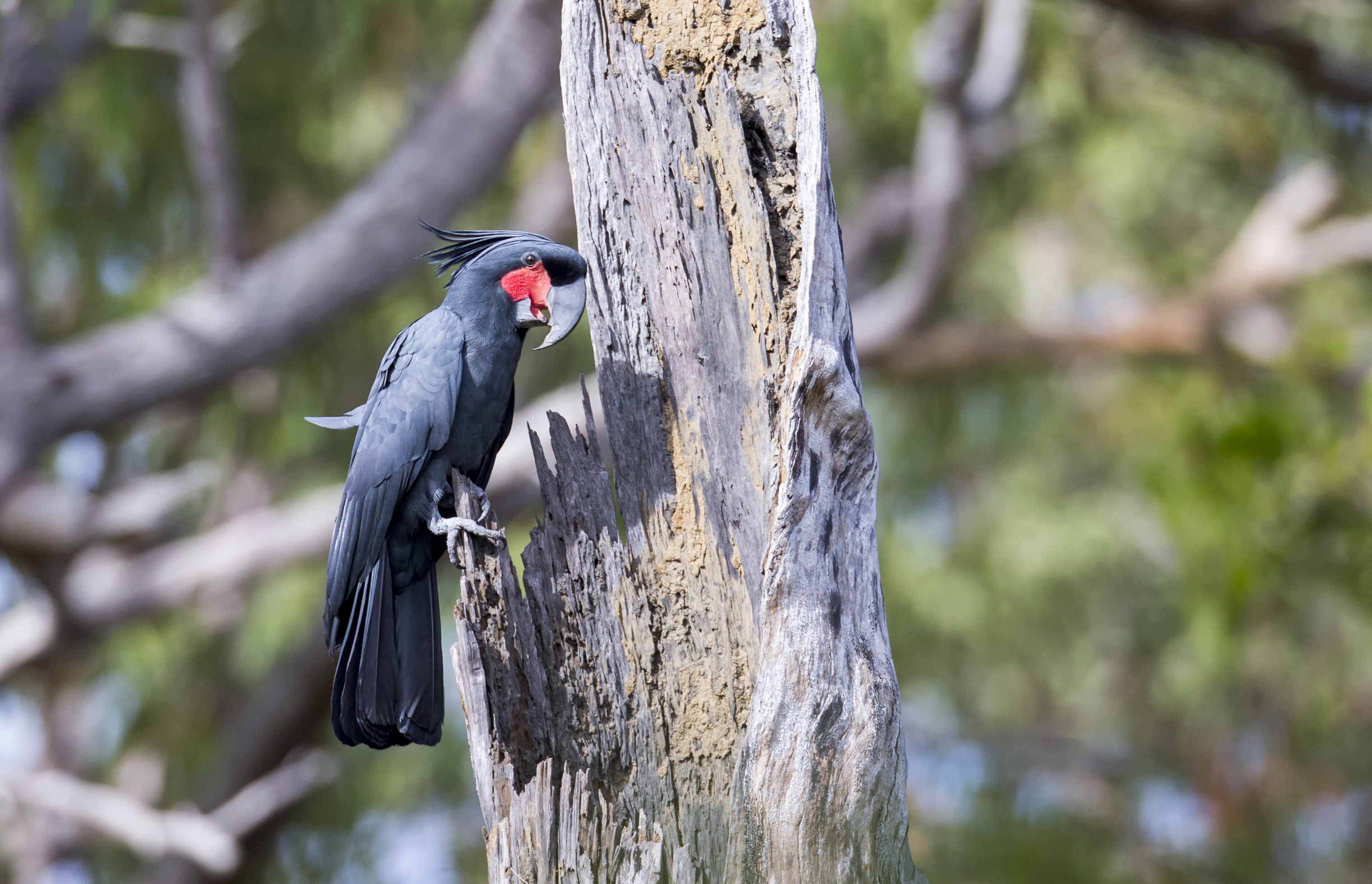
P. aterrimus ha il più alto quoziente di encefalizzazione tra gli uccelli.

Assieme ai corvidi, i pappagalli vengono considerati fra gli uccelli più intelligenti, in quanto sono in grado di risolvere problemi anche complessi. Il cacatua delle palme è solito creare delle bacchette a partire da rami freschi con cui poi percuote un tronco cavo ascoltandone attentamente il suono prodotto: è l'unico animale, a parte l'uomo, in grado di produrre un suono ritmico con degli strumenti; inoltre osservando i maschi sono state scoperte più di 30 sillabe che vengono combinate a formare lunghe e complesse sequenze vocali. Il rapporto massa cerebrale/massa corporea di questi uccelli è comparabile a quello degli ominoidi: tuttavia, la corteccia cerebrale (generalmente ritenuta la parte del cervello responsabile dell'intelligenza) è piuttosto poco sviluppata in questi animali, sebbene sia stato appurato che negli uccelli essa è a carico dell'iperstriato ventrale, che infatti negli psittaciformi è estremamente sviluppato e funzionalmente simile a quello umano. L'apprendimento ha un ruolo fondamentale per i pappagalli, sia per apprendere i comportamenti sociali che, trattandosi di animali frugivori, per imparare la stagionalità di maturazione del proprio cibo: anche il gioco ha una grande importanza in questo senso. L'assenza di stimoli provoca ritardi nello sviluppo psichico dei giovani, mentre negli adulti può portare stress che si traduce in comportamenti stereotipati ripetuti ossessivamente e nello strappamento delle piume.

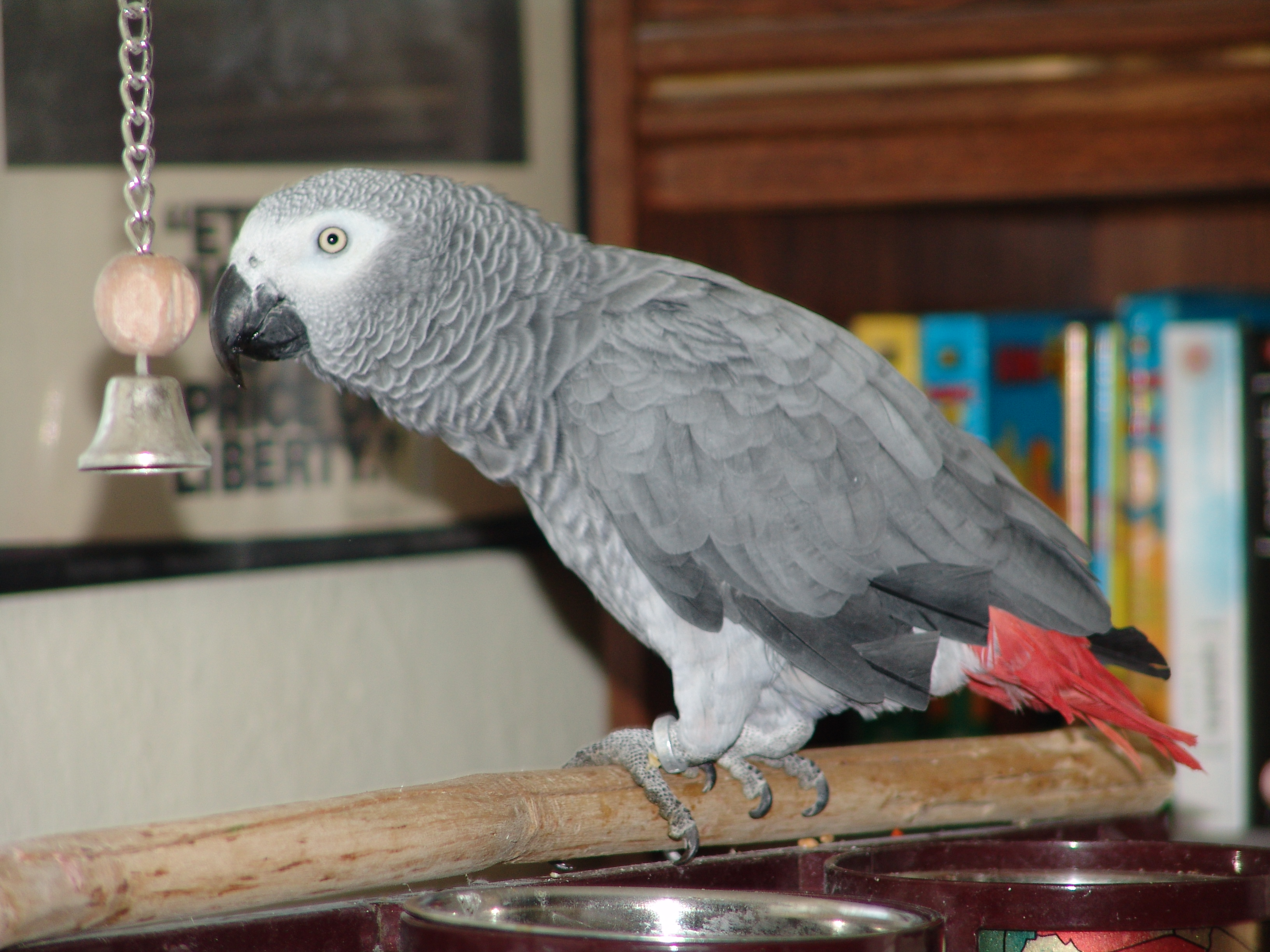
Un pappagallo cenerino in cattività: questi uccelli non solo imitano perfettamente la voce umana, ma sono in grado di comprendere il significato delle parole.

Molte specie di pappagallo sono inoltre in grado di imitare perfettamente molti suoni, fra cui la voce umana, ed alcune (in particolare il pappagallo cenerino e le varie specie di amazzone) riescono ad associare le parole col loro significato e perfino a formulare delle semplici frasi: non avendo corde vocali, per farlo essi sfruttano il passaggio dell'aria attraverso la trachea biforcata, emettendo vari suoni contemporaneamente per ottenere il tono desiderato. Questa particolare caratteristica era conosciuta ed apprezzata fin dall'antichità, tanto che già nel 1250 Gialal al-Din Rumi nel suo Masnavi descrive un metodo per insegnare a parlare ai pappagalli. Assieme ai colori sgargianti che quasi tutti i pappagalli mostrano, la capacità di "parlare" li rendeva e li rende tuttora molto apprezzati come animali da compagnia.
Per contro, molte specie di pappagallo sono vittima di bracconaggio per poter essere vendute clandestinamente a privati od organizzazioni, e questo assieme all'inquinamento ed alla riduzione dell'habitat minaccia la sopravvivenza di alcune specie: d'altronde, proprio in virtù del loro essere considerati "specie carismatiche", questi animali sono spesso oggetto di battaglie che mirano ad assicurarne la protezione, a beneficio anche di altre specie meno note con le quali condividono il proprio areale.

## Tassonomia
Il fatto che la diversità di specie di pappagalli sia massima in Sudamerica ed Australasia lascia supporre che quest'ordine si sia evoluto in un’area che un tempo apparteneva al Gondwana: a supporto di ciò vi sono recenti studi a livello molecolare, che daterebbero la differenziazioni degli psittaciformi a circa 59 milioni di anni fa. Tuttavia, a causa della scarsità di reperti fossili è difficile avvalorare e confermare questa tesi.
Le analisi dei trasposoni del genoma degli Psittaciformi e dei passeriformi hanno inoltre rivelato un'insospettata stretta parentela fra i due ordini, tanto da far pensare che si tratti di due gruppi gemelli ascrivibili ad un unico clade (Psittacopasserae). Generalmente, il fossile più antico ascrivibile a uno psittaciforme si crede sia un frammento di gnatoteca (la porzione inferiore del becco) di circa 15 mm risalente a circa 70 milioni di anni fa (tardo Cretaceo) e ritrovato in Wyoming: alcuni studiosi, tuttavia, sarebbero più propensi ad ascrivere il suddetto reperto ad un teropode della famiglia dei Caenagnathidae.

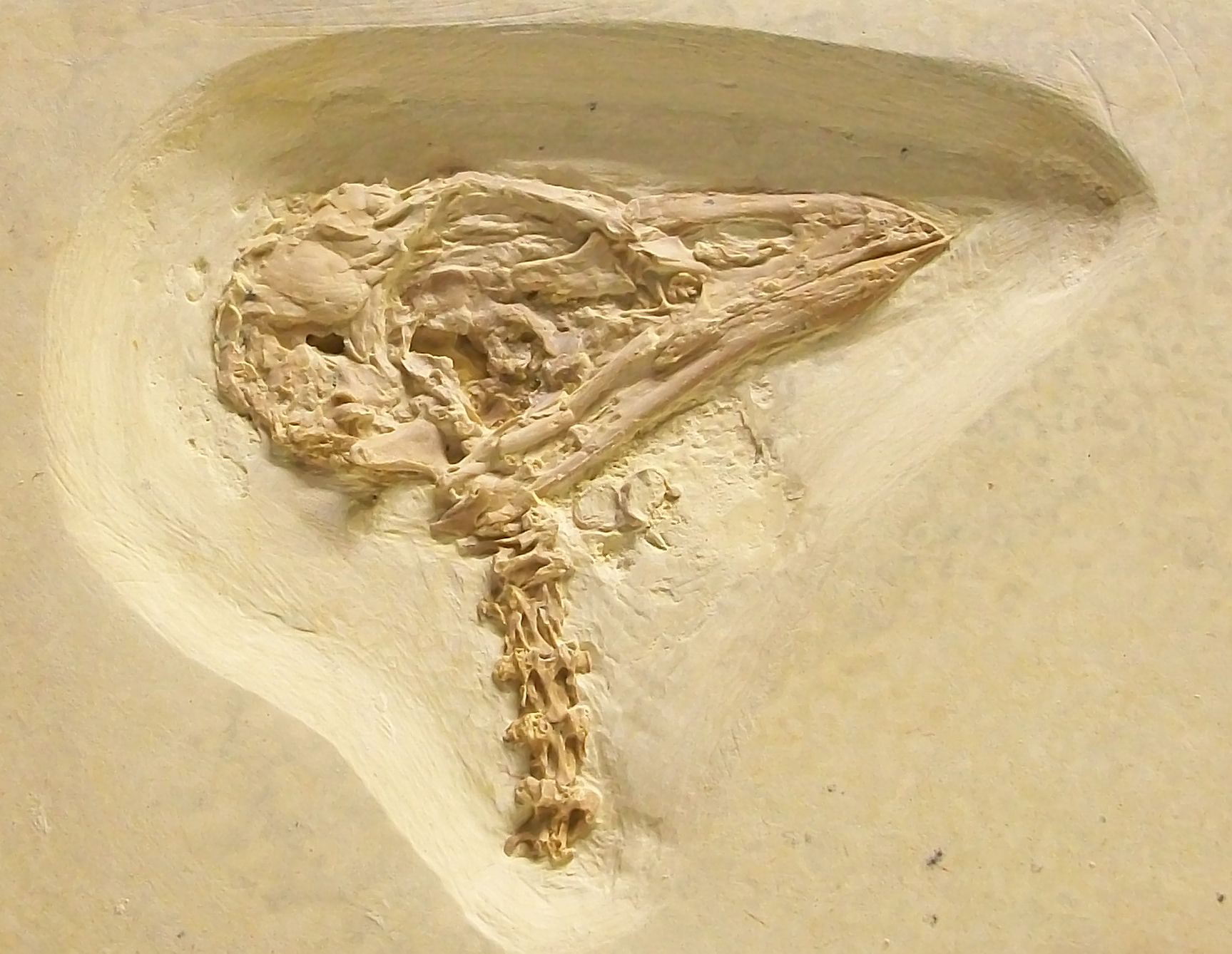
Fossile di uccello classificato come pappagallo e rinvenuto in Wyoming.

Anche in Europa (dove ai tempi il clima era tropicale, a causa del massimo termico del Paleocene-Eocene), ed in particolare in Danimarca, è stato ritrovato un omero classificato come appartenente ad un pappagallo, denominato Mopsitta tanta, datato a 54 milioni di anni fa (inizio dell'Eocene): il reperto non può tuttavia essere inequivocabilmente descritto come appartenente ad uno psittaciforme, anzi alcuni studiosi pensano possa appartenere ad un ibis del genere Rhynchaeites, del quale sono stati rinvenuti alcuni fossili (in particolare zampe posteriori) nello stesso giacimento.
Altri fossili più o meno completi di uccelli simili a pappagalli sono stati rinvenuti in Inghilterra e Germania, ma gli studiosi sono più propensi a ritenere questi animali come linee evolutive basali parallele agli Psittacidi (coi quali condividevano molte autapomorfie) sviluppatesi nell'emisfero boreale ed estintesi senza lasciare discendenti: si tratta quindi di uccelli "simili a pappagalli", ma non di pappagalli veri e propri. Sono ascrivibili a questo tipo di uccelli intere famiglie, come quelle degli Pseudasturidae/Halcyornithidae, dei Vastanavidae e dei Quercypsittidae, oltre ad altre specie fossili controverse come Psittacopes, Serudaptus (quest'ultimo forse un membro degli Pseudasturidae), Palaeopsittacus (forse un caprimulgiforme od un quercypsittide), Precursor e Pulchrapollia.
I primi resti ascrivibili a Psittacidi veri e propri risalgono a circa 20-23 milioni di anni fa (tardo Oligocene - Miocene) ed anch'essi sono quasi tutti di provenienza europea. Fra di essi si annoverano Archaeopsittacus, Bavaripsitta e Xenopsitta, oltre ad altri fossili non ancora classificati provenienti da Francia ("Psittacus" laertertianus) e Nuova Zelanda. Gli psittaciformi vengono divisi in quattro famiglie: Strigopidae, Psittacidae, Psittaculidae e Cacatuidae. Secondo alcuni autori, la separazione fra i tre cladi sarebbe più netta e si tratterebbe quindi di tre superfamiglie, rispettivamente Strigopoidea, Psittacoidea e Cacatuoidea.
In passato, gli strigopidi neozelandesi venivano considerati come facenti parte degli psittacidi, tuttavia la loro differenziazione da questi ultimi è molto più antica di quanto si credesse e perciò si tende attualmente a considerarli una famiglia a sé stante. Anche i lori venivano in passato classificati come una famiglia a sé stante, quella dei Loriidae, mentre attualmente vengono considerati una tribù (Loriini).
I cacatuidi invece vengono da sempre considerati un clade a sé stante in virtù delle numerose caratteristiche morfologiche che li distinguono dagli altri pappagalli, fra cui la vistosa cresta cefalica erettile, la presenza di una cistifellea e di differenze rilevanti nelle ossa del cranio e delle arterie carotidi e la mancanza della struttura di Dyck nelle piume, che permette alle specie africane e asiatiche di sfoggiare piumaggi verdi, blu e iridescenti.
Secondo la International Ornithologists' Union (2013) l'ordine degli Psittaciformi comprende le seguenti famiglie e i seguenti generi:
Famiglia Strigopidae Bonaparte, 1849
- Nestor Lesson, 1830 (3 spp.)
- Strigops G.R. Gray, 1845 (1 sp.)

Famiglia Cacatuidae G.R. Gray, 1840
- Probosciger Kuhl, 1820 (1 sp.)
- Calyptorhynchus Desmarest, 1826 (5 spp.)
- Callocephalon Lesson, 1837 (1 sp.)
- Eolophus Bonaparte, 1854 (1 sp.)
- Lophochroa Bonaparte, 1857 (1 sp.)
- Cacatua Vieillot, 1817 (11 spp.)
- Nymphicus Wagler, 1832 (1 sp.)

Famiglia Psittaculidae
- Sottofamiglia Platycercinae Selby, 1836, 
  - Tribù Pezoporini Bonaparte, 1837
    - Genere Neopsephotus Mathews, 1912 (1 sp.)
    - Genere Neophema Salvadori, 1891 (6 spp.)
    - Genere Pezoporus Illiger, 1811 (3 spp.)

  - Tribù Platycercini
    - Genere Prosopeia Bonaparte, 1854 (3 spp.)
    - Genere Eunymphicus Peters, 1937 (2 spp.)
    - Genere Cyanoramphus Bonaparte, 1854 (12 spp.)
    - Genere Platycercus Vigors, 1825 (6 spp.)
    - Genere Barnardius Bonaparte, 1854 (1 sp.)
    - Genere Purpureicephalus Bonaparte, 1854 (1 sp.)
    - Genere Lathamus Lesson, 1830 (1 sp.)
    - Genere Northiella Mathews, 1912 (2 sp.)
    - Genere Psephotus Gould, 1845 (1 spp.)
    - Genere Psephotellus Mathews, 1913 (4 sp.)
- Sottofamiglia Psittacellinae Joseph, Toon, Schirtzinger, Wright & Schodde, 2012
  - Genere Psittacella Schlegel, 1871 (4 spp.)
- Sottofamiglia Loriinae Selby, 1836
  - Tribù Loriini Selby, 1836
    - Genere Chalcopsitta Bonaparte, 1850 (3 spp.)
    - Genere Eos Wagler, 1832 (6 spp.)
    - Genere Pseudeos Peters, 1935 (2 sp.)
    - Genere Trichoglossus Stephens, 1826 (13 spp.)
    - Genere Psitteuteles Bonaparte, 1854 (3 spp.)
    - Genere Lorius Vigors, 1825 (6 spp.)
    - Genere Phigys Gray, 1870 (1 sp.)
    - Genere Vini Lesson, 1833 (5 spp.)
    - Genere Glossopsitta Bonaparte, 1854 (1 spp.)
    - Genere Parvipsitta Mathews, 1916 (2 spp.)
    - Genere Charmosyna Wagler, 1832 (14 spp.)
    - Genere Oreopsittacus Salvadori, 1877 (1 sp.)
    - Genere Neopsittacus Salvadori, 1875 (2 spp.)

  - Tribù Melopsittacini Bonaparte, 1857
    - Genere Melopsittacus Gould, 1840 (1 sp.)

  - Tribù Cyclopsittini Salvadori, 1891
    - Genere Cyclopsitta Reichenbach, 1850 (2 spp.)
    - Genere Psittaculirostris J.E. Gray & G.R. Gray, 1859 (3 spp.)
- Sottofamiglia Agapornithinae Salvin, 1882
  - Genere Agapornis Selby, 1836 (9 spp.)
  - Genere Loriculus Blyth, 1850 (14 spp.)
  - Genere Bolbopsittacus Salvadori, 1891 (1 sp.)
- Sottofamiglia Psittaculinae Vigors, 1825
  - Tribù Polytelini Mathews, 1916
    - Genere Alisterus Mathews, 1911 (3 spp.)
    - Genere Aprosmictus Gould, 1842 (2 spp.)
    - Genere Polytelis Wagler, 1832 (3 spp.)

  - Tribù Psittaculini
    - Genere Psittinus Blyth, 1842 (1 sp.)
    - Genere Geoffroyus Bonaparte, 1850 (3 spp.)
    - Genere Prioniturus Wagler, 1832 (10 spp.)
    - Genere Tanygnathus Wagler, 1832 (4 spp.)
    - Genere Eclectus Wagler, 1832 (1 sp.)
    - Genere Psittacula Cuvier, 1800 (16 spp.)
    - Genere Lophopsittacus Newton, 1875 (1 sp.†)
    - Genere Necropsittacus Milne-Edwards, 1873 (1 sp.†)

  - Tribù Micropsittini Mathews, 1927
    - Genere Micropsitta Lesson, 1831 (6 spp.)

Famiglia Psittacidae
- Sottofamiglia Psittacinae Rafinesque, 1815
  - Genere Psittacus Linnaeus, 1758 (1 sp.)
  - Genere Poicephalus (10 spp.)
- Sottofamiglia Arinae G.R. Gray, 1840
  - Genere Anodorhynchus Spix, 1824 (3 spp.)
  - Genere Cyanopsitta Bonaparte, 1854 (1 sp.)
  - Genere Ara Lacépède, 1799 (9 spp.)
  - Genere Orthopsittaca Bonaparte, 1854 (1 sp.)
  - Genere Primolius Bonaparte, 1857 (3 spp.)
  - Genere Diopsittaca Ridgway, 1912 (1 sp.)
  - Genere Rhynchopsitta Bonaparte, 1854 (2 spp.)
  - Genere Ognorhynchus Bonaparte, 1857 (1 sp.)
  - Genere Guaruba Lesson, 1830 (1 sp.)
  - Genere Aratinga Spix, 1824 (6 spp.)
  - Genere Eupsittula Bonaparte, 1853 (5 spp.)
  - Genere Thectocercus Ridgway,1912 (1 sp.)
  - Genere Psittacara Vigors, 1825 (11 spp.)
  - Genere Leptosittaca Berlepsch e Stolzmann, 1894 (1 sp.)
  - Genere Conuropsis Salvadori, 1891 (1 sp.)
  - Genere Cyanoliseus Bonaparte, 1854 (1 sp.)
  - Genere Pyrrhura Bonaparte, 1856 (24 spp.)
  - Genere Enicognathus G.R. Gray, 1840 (2 spp.)
  - Genere Myiopsitta Bonaparte, 1854 (1 sp.)
  - Genere Psilopsiagon Ridgway, 1912 (2 spp.)
  - Genere Bolborhynchus Bonaparte, 1857 (3 spp.)
  - Genere Forpus Boie, 1858 (7 spp.)
  - Genere Brotogeris Vigors, 1825 (8 spp.)
  - Genere Nannopsittaca Ridgway, 1912 (2 spp.)
  - Genere Touit Gray, 1855 (8 spp.)
  - Genere Pionites Heine, 1890 (2 spp.)
  - Genere Pyrilia Bonaparte, 1856 (7 spp.)
  - Genere Pionopsitta Bonaparte, 1854 (1 sp.)
  - Genere Hapalopsittaca Ridgway, 1912 (4 spp.)
  - Genere Alipiopsitta Caparroz e Pacheco, 2006 (1 spp.)
  - Genere Graydidascalus Bonaparte, 1854 (1 spp.)
  - Genere Pionus Wagler, 1832 (8 spp.)
  - Genere Amazona Lesson, 1830 (32 spp.)
  - Genere Deroptyus Wagler, 1832 (1 sp.)
  - Genere Triclaria Wagler, 1832 (1 sp.)

## Arte
Nei bestiari medievali il pappagallo era visto come immagine della purezza, dell'incontaminazione dal peccato in quanto si riteneva che temesse la pioggia la quale avrebbe potuto rovinare il colore del suo piumaggio. Nell'iconografia cristiana questo uccello è incluso tra gli attributi mariani poiché si pensava che sapesse pronunciare la parola "Ave", il saluto dell'arcangelo Gabriele a Maria.